# ژان بودن (کارگردان)
ژان بودن (فرانسوی: Jean Beaudin‎؛ ۶ فوریهٔ ۱۹۳۹ – ۱۸ مهٔ ۲۰۱۹) یک کارگردان فیلم و فیلم‌نامه‌نویس اهل کانادا بود.
از فیلم‌ها یا مجموعه‌های تلویزیونی که وی در آن‌ها نقش داشته‌است می‌توان به جی‌ای مارتین عکاس اشاره نمود که در جشنواره فیلم کن ۱۹۷۷ نمایش داده شد و مونیک مرکور بابت هنرنمایی در آن، برندهٔ جایزه بهترین بازیگر زن جشنواره کن شد.